# 連邦会議 (オーストリア)

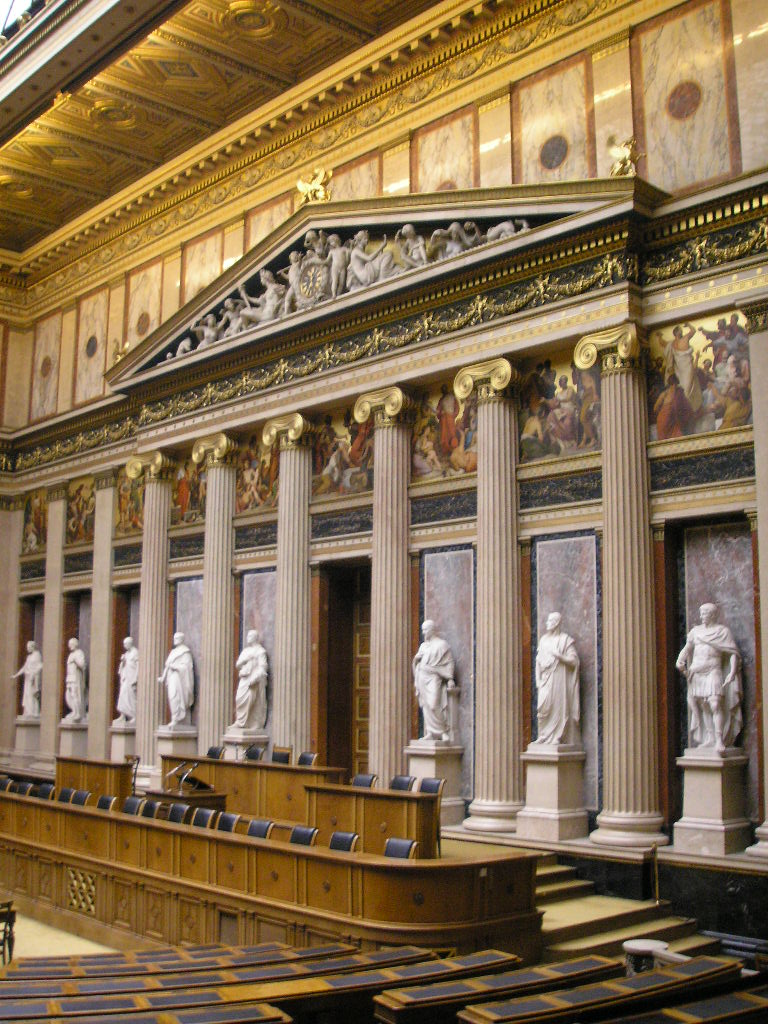
連邦会議はかつて国民議会が本会議場として使っていた議場で行われる

連邦会議（れんぽうかいぎ、ドイツ語：Bundesversammlung）とは、オーストリア共和国の議会機関。日本語では連邦集会や連邦総会といった表現があてられることもある。国民議会と連邦議会の議員で構成される。議長は国民議会と連邦議会のそれぞれの議長が交替で務める。連邦会議についてはオーストリア連邦憲法の第38条から第40条に根拠となる規定が設けられている。

## 任務
連邦会議には通常の立法権が与えられていないが、連邦大統領の職務にかかわるような案件など、憲法の執行のうえで特別な任務を行うことが予定されている。具体例を挙げると連邦大統領の就任宣誓式や、連邦大統領の罷免にかんする国民投票の実施を決議する。このほかに連邦会議は、連邦大統領に対する司法機関による捜査や、連邦憲法違反を理由とした憲法裁判所への提訴について同意するかを決する。
さらに連邦会議は宣戦布告を決議する機能が与えられている。ただ実際のところは、オーストリアの憲政史上で連邦大統領就任宣誓式以外で連邦会議のこういった権限が行使されたことはない。
1920年に施行された連邦憲法では、連邦会議が連邦大統領を選出するということが企図されていた。その後、1929年の憲法改正や連邦大統領の機能拡充といったことがなされたことを受けて、市民による連邦大統領選挙が実施されるようになり、連邦会議が連邦大統領を選出していたのは1931年までで、その後は1945年に第二共和政初の連邦大統領を選出したのが最後であった。
連邦会議は法令上区別されている国民議会と連邦議会の祝祭・追悼行事を共同で実施している。たとえば、毎年5月5日のマウトハウゼン強制収容所解放記念日には暴力と人種差別の反対を訴える行事を実施したり、高い功績を残した政治家の死亡時には追悼行事を実施したりしている。このような行事を行うさいには、普段は使われていない、現在は連邦会議の議場となっている国民議会の旧本会議場を使用する。